# Pimentón de la Vera

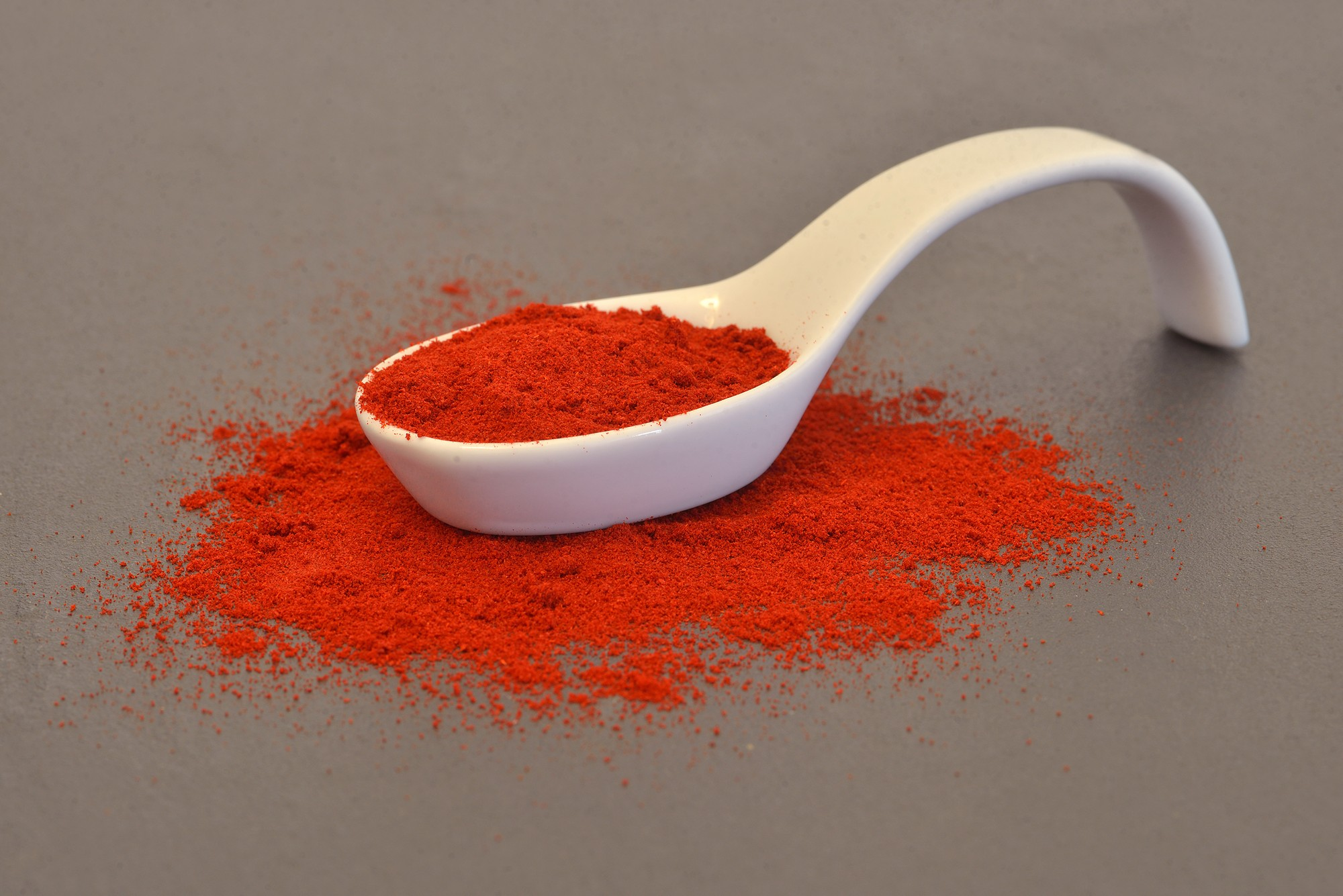
Pimentón de la Vera

Pimentón de la Vera, im Handel oft auch Paprika de la Vera, ist eine geschützte Herkunftsbezeichnung für ein in der spanischen Provinz Cáceres in der Autonomen Gemeinschaft Extremadura hergestelltes Gewürzpulver aus geräuchertem Paprika.

## Herstellung
Paprikaschoten aus der Region La Vera am Fuß der Sierra de Gredos werden direkt nach der Ernte auf Trockenböden rund eine Woche lang mehrfach umgeschichtet und über Eichenholzrauch geräuchert. Nach der Trocknung werden die geräucherten Schoten ohne Kerne und Stiele in Mahlwerken zu feinem roten Pulver vermahlen. Der Mahlvorgang wird bis zu fünfmal wiederholt, um den gewünschten Feinheitsgrad zu erreichen. Bei hochwertigen Qualitäten wird das fertige Paprikapulver anschließend in Blechbüchsen traditionell verpackt. Jede Büchse hat ein Siegel, das die Herkunftsbezeichnung (Denominación de Origen) Pimentón de la Vera trägt.

## Sorten
Es gibt zwei Sorten, die sich in Schärfe und Aroma unterscheiden: mild (dulce) und scharf (picante). Mittelscharf (agridulce) wird aus einer Mischung beider Sorten erzeugt.

## Verwendung
Pimentón de la Vera ist eine wichtige Zutat für die spanische Chorizo, aber auch manch Käsesorten können damit gewürzt werden. In der Extremadura wird er vielfach auch bei der Hausschlachtung als Gewürz und natürlicher Konservierungsstoff verwendet. Vegetarische Gerichte erhalten mit Pimentón ein Raucharoma. Das Gewürz eignet sich auch für Fischgerichte.